# Lo'ai Al Amaireh
Lo'ai Salem Atallah Al Amaireh (arabe : لؤي العمايرة) (né le 2 octobre 1978 à Ma'an en Jordanie) est un joueur de football international jordanien, qui évolue au poste de gardien de but.

## Biographie

### Carrière en sélection
Avec l'équipe de Jordanie, il joue 25 matchs officiels (pour aucun but inscrit) entre 2002 et 2013. 
Il figure dans le groupe des sélectionnés lors des coupe d'Asie des nations de 2004 et de 2011, où son équipe atteint à chaque fois les quarts de finale.
Il joue également 9 matchs comptant pour les éliminatoires de la coupe du monde, lors des éditions 2010 et 2014.

## Palmarès
Il est Champion de Jordanie en 1999, 2000, 2001, 2003, 2004, 2010 et 2012 avec Al Faisaly.